# أليخاندرو أريباس
أليخاندرو أريباس غاريدو (بالإسبانية: Alejandro Arribas Garrido)‏ (مواليد 1 مايو 1989) هو لاعب كرة قدم إسباني ، يلعب حاليًا لنادي ديبورتيفو لاكورونيا الإسباني في مركز قلب الدفاع .

## بطولات وإنجازات اللاعب

### إشبيلية
- الدوري الأوروبي: 2014–2015

## روابط خارجية
- أليخاندرو أريباس على موقع قاعدة بيانات كرة القدم.إي يو (الإنجليزية)
- أليخاندرو أريباس على موقع Soccerway.com (الإنجليزية)
- أليخاندرو أريباس على موقع عالم كرة القدم.نت (الإنجليزية)
- أليخاندرو أريباس على موقع AS.com (الإسبانية)